# 美濃加茂市生涯学習センター
美濃加茂市生涯学習センター（みのかもししょうがいがくしゅうセンター）とは、岐阜県美濃加茂市にある公共施設（生涯学習施設・集会施設）。

## 概要
- 生涯学習のための施設である。1983年（昭和58年）3月27日に美濃加茂市中央公民館として完成[1]。2011年（平成23年）に美濃加茂市生涯学習センターに改称する。
- 2016年（平成28年）から健康づくりの拠点として健康ステーションが設置されたが、新型コロナウイルス感染症の対策がとれないため2020年（令和2年）に閉鎖された[2]。
- 美濃加茂市保健センターを併設していたが、2022年（令和4年）1月にみのかも健康プラザに移転[3]。

## 施設概要
1階
- 美濃加茂市役所環境課
- 栄養指導室

2階
- 会議室　（2室）
- 集会室

3階
- 視聴覚室
- 映像室
- 和室　（2室）
- 楽習ひろば

4階
- 技術学習室　（2室）
- 研修室　（2室）

5階
- 技術学習室　（2室）
- 学習室　（3室）
- ミーティングルーム

6階
- ウェルネスルーム

## 利用案内
- 住所：岐阜県美濃加茂市太田町3425番地1
- 利用時間：8：30 - 22：00
- 休館日：年末年始（12月29日～1月3日）

## 交通アクセス
- 高山本線・太多線・長良川鉄道「美濃太田駅」下車、徒歩約12分。
- あい愛バスまちなかぐるっと線「美濃加茂市役所」バス停より徒歩すぐ。

## 周辺
- 美濃加茂市役所
- 太田病院